# El duel
El duel (títol original en anglès: A Gunfight) és una pel·lícula estatunidenca dirigida per Lamont Johnson, estrenada el 1971. Els papers principals són per Kirk Douglas i Johnny Cash. Ha estat doblada al català.

## Argument
Per una forta suma dos vells pistolers decideixen d'enfrontar-se públicament.

## Repartiment
- Kirk Douglas: Will Tenneray
- Johnny Cash: Abe Cross
- Jane Alexander: Nora Tenneray
- Karen Black: Jenny Sims
- Keith Carradine: Jove pistoler
- Dana Elcar: Marv
- Raf Vallone: Francisco Alvarez
- Eric Douglas: Bud Tenneray
- Robert J. Wilke: Marshall Tom Cater
- Paul Lambert: Ed Fleury